# Isodaphne
Isodaphne é um gênero de gastrópodes pertencente a família Raphitomidae.

## Espécies
- Isodaphne albolineata Kilburn, 1977[2]
- Isodaphne garrardi Laseron, 1954[3]
- Isodaphne perfragilis (Schepman, 1913)[4]